# Ian Herman
Ian Herman, noto anche con lo pseudonimo di Inkx (Città del Capo, ...), è un musicista sudafricano.
È uno dei fondatori della band Tananas.
Ha anche suonato saltuariamente nel gruppo Unofficial Language con Paul Hanmer e Peter Sklair.